# Elias Ymer
Elias Ymer, folkbokförd som Elias Wondwosen Yemer, född 10 april 1996 i Skara stadsförsamling, Skaraborgs län, är en svensk professionell tennisspelare. Han är äldre bror till Mikael Ymer.
Elias Ymer tränar för svenske Robin Söderling. År 2013 blev Ymer för första gången uttagen till Davis Cup-laget och vann den avgörande matchen mot Lettland 2014. Den 19 januari 2015 gjorde Ymer debut i Grand Slam-sammanhang efter att ha kvalat in till Australian Open, där han åkte ut i första matchen. I juni 2015 kvalificerade han sig till Wimbledonmästerskapen där han mötte kroaten Ivo Karlovic i första matchen. Ymer förlorade matchen med 3-1 i set.

## Bakgrund
Elias Ymers far Yemer Wondwosen flydde från Etiopien till Sverige 1987 på grund av kriget mot Eritrea. Han kom till Skara där han träffade Kelemework, även hon från Etiopien och de fick tillsammans tre söner, varav Elias Ymer är äldst. Fadern Yemer Wondowsen är livsmedelsingenjör, medan modern Kelemwork är läkare. År 2012 flyttade familjen från Skara till Bromma för att bröderna skulle gå på tennisakademien Good to great och bli tränade av bland andra Magnus Norman.